# 아스 싸즈다
아스사즈다는 꾸란의 32번째 장이다.
본 장은 거짓되지 않고 겸혀한 예배를 해야한다고 얘기하며 진실된 신앙의 신비로만 신께 축복 받을 수 있다고 주장하는 장이다.
또한, 본 장은 "알리프 람 밈"이란 말로 시작되는 장 중에 마지막이다.
| 이 전 루끄만 | 수라 32 (아랍어 원문) | 다 음 알 아흐잡 |
| 1 2 3 4 5 6 7 8 9 10 11 12 13 14 15 16 17 18 19 20 21 22 23 24 25 26 27 28 29 30 31 32 33 34 35 36 37 38 39 40 41 42 43 44 45 46 47 48 49 50 51 52 53 54 55 56 57 58 59 60 61 62 63 64 65 66 67 68 69 70 71 72 73 74 75 76 77 78 79 80 81 82 83 84 85 86 87 88 89 90 91 92 93 94 95 96 97 98 99 100 101 102 103 104 105 106 107 108 109 110 111 112 113 114 |                       |                 |